# Sankta Angelina
Sankta Angelina (albanska: Shën Angjelina e Krujës), född okänt datum, död år 1503, är ett östortodoxt kristet helgon med festdag den 12 augusti (30 juli enligt den julianska kalendern).

## Biografi
Angelina var dotter till den albanske prinsen Gjergj Arianiti samt svägerska till den albanske nationalhjälten Skanderbeg, det vill säga syster till Skanderbegs fru Donika Arianiti.
Angelina var gift med den serbiske despoten Stefan Branković. Paret flydde till Albanien och sedan till Italien för att undvika Osmanska rikets invasion.
Efter hennes makes död i Udine år 1485 återvände hon till Serbien där hennes son Đorđe II Branković (även nämnd Đurad) hade blivit furste.
Angelina dog i början av 1503. Hon är begravd på den serbiska kyrkogården Krušedol.